# Georges Cremers
Georges Cremers (1936) is een Franse botanicus die is gespecialiseerd in de taxonomie van varens en zaadplanten uit de Guyana's. In 1983 is hij aan de gepromoveerd aan de Université de Strasbourg I (Université Louis Pasteur de Strasbourg) op het proefschrift Architecture végétative et structure inflorescentielle de quelques Melastomaceae guyanaises
Hij is lang verbonden geweest als conservator aan het herbarium in Cayenne (Frans-Guyana) namens ORSTOM (tegenwoordig IRD). Bij het herbarium heeft hij onder meer samengewerkt met Jean-Jacques de Granville.
Cremers heeft meerdere botanische namen (mede)gepubliceerd. Voorbeelden hiervan zijn Aloe peyrierasii Cremers, Passiflora crenata Feuillet & Cremers en Passiflora plumosa Feuillet & Cremers.
Het plantengeslacht Cremersia uit de familie Gesneriaceae is door Christian Feuillet en Laurence Skog naar hem vernoemd. Cremers ontving de Engler Medal in Silver van de International Association for Plant Taxonomy voor de beste publicatie met betrekking tot systematische botanie in 2002. De Engler Medal ontving hij samen met Scott Mori, Carol A. Gracie, Jean-Jacques de Granville, Scott V. Heald , Michel Hoff en John D. Mitchell voor het boek Guide to the vascular plants of central French Guiana, pt. 2, Dicotyledons.

## Selectie van publicaties
- Guide de la Flore de Mer de Guyane Française (Broché); Georges Cremers & Michel Hoff; ISBN 2709915332
- Guide to the Vascular Plants of Central French Guiana: Pteridophytes, Gymnosperms, and Monocotyledons (Memoirs of the New York Botanical Garden) (Hardcover) by Scott A. Mori, Georges Cremers, Carol Gracie, Jean-Jacques de Granville, Michael Hoff, John D. Mitchell & Bobbi Angell (1996); SBN 0893273988
- Guide to the Vascular Plants of Central French Guiana: Part 2. Dicotyledons (Memoirs of the New York Botanical Garden) (Hardcover) by Scott A. Mori, Georges Cremers, Carol Gracie, Jean-Jacques de Granville, Scott V. Heald, Michel Hoff & John D. Mitchell (2002); ISBN 0893274453